# Готфрид II (Арнсберг)
Готфрид II фон Арнсберг (на немски: Gottfried II von Arnsberg; * 1157; † 1235) от Дом Куик е от 1185 г. до смъртта си граф на Графство Арнсберг.
Той е вторият син на граф Хайнрих I фон Арнсберг (ок. 1128; † 4 юни 1200) и съпругата му Ерменгарда фон Соест († сл. 1203). По баща е внук на Готфрид I фон Куик и Арнсберг и Ида фон Арнсберг. По-големият му брат е Хайнрих II († сл. 1217).
През 1185 г. баща му Хайнрих става монах и преписва графството на Готфрид. Той прави дарения на манастири.
На 60 години Готфрид продава части от собствеността си и участва през 1217 г. в кръстоносния поход в Дамиета. През 1218 г. той напуска похода и през ноември 1219 г. е в Арнсберг. След това той отново прави дарения на манастири.

## Фамилия
Готфрид II се жени пр. 1198 г. за Елизабет († 1217/23) и втори път пр. 1223 г. за Агнес фон Рюденберг († сл. 1237), дъщеря на бургграф Херман II фон Рюденберг-Щромберг († сл. 1246).
Готфрид II има децата:
- Готфрид III (* ок. 1214; † 1284/1287), граф на Арнсберг и Ритберг (1235 – 1282), женен за Аделхайд фон Близкастел († 1272)
- Аделхайд († сл. 1250), омъжена за Конрад II фон Рюденберг, бургграф фон Щромберг († 1253/1261)
- Агнес († сл. 1217)
- Берта († 8 януари 1292), абатиса на манастир Есен (1241/1243)
- Ида († сл. 1289), абатиса на манстир Херфорд, омъжена през май 1287 за граф Зигфрид фон Витгенщайн († пр. май 1287)
- Ерменгарда († сл. 1 декември 1279), монахиня в манастир Оелингхаузен в Арнсберг
- Йохан († сл. 1216, умира млад)
- Херман († сл. 1236), каноник в Соест
- Хайнрих, тевтонец и член на домкапител Рига
- Ирмгард († сл. 1279), монахиня в манастир Оелингхаузен
- Сирадис († сл. 1231), абатиса на манастир Св. Егидий в Мюнстер
- София (* ок. 1210; † ок. 1245), наследничка на господство Реда, омъжена ок. 1230 г. за граф Бернхард III фон Липе (1230 – 1265/1275)